# اتوره باسی
اتوره باسی (به ایتالیایی: Ettore Bassi) (زاده ۱۶ آوریل ۱۹۷۰) بازیگر ایتالیایی است.
از سریال های معروفی که او در آن بازی کرده می‌توان به خوشبختی فرا رسیده‌است، افسران پلیس و سریال پاپ ژان پل دوم و کمیسر و رکس و بازی در نقش کمیسر داویده ریورا اشاره کرد.